# Kama Chinen
Kama Chinen (jap. 知念 カマ Chinen Kama; ur. 10 maja 1895 na Okinawie, zm. 2 maja 2010 tamże) − japońska superstulatka i najstarsza osoba na świecie od śmierci Gertrude Baines w dniu 11 września 2009 roku.
Tytuł najstarszej Japonki przysługiwał jej od śmierci 113 letniej Kaku Yamanaki.
| Kama Chinen       |                                     |
|                   |                                     |
| Data urodzenia :  | 10 maja 1895 r. Okinawa, Japonia    |
| Data śmierci :    | 2 maja 2010 Nanjō, Okinawa, Japonia |
| Wiek:             | 114 lat, 357 dni                    |
| Wiek zatwierdzony |                                     |

W wieku 114 lat i 272 dni stała się 28. najstarszą osobą w historii, a w wieku 114 lat i 348 dni stała się 25. najstarszą kobietą w historii. Kiedy 6 kwietnia 2010 zmarła Amerykanka Neva Morris, Kama Chinen (w wieku 114 lat i 331 dni) stała się ostatnią osobą urodzoną w 1895 r.
Chinen zmarła 8 dni przed 115 urodzinami. Po jej śmierci najstarszą żyjącą osobą została Eugénie Blanchard.